# メサ・ヴェルデ (ドック型輸送揚陸艦)
| USS Mesa Verde (LPD-19) |                                                                        |
| 艦歴                    |                                                                        |
| 発注                    | 2000年2月29日                                                          |
| 起工                    | 2003年2月25日                                                          |
| 進水                    | 2004年11月19日                                                         |
| 就役                    | 2007年12月15日                                                         |
| 母港                    | バージニア州ノーフォーク                                               |
| 退役                    |                                                                        |
| 性能諸元                |                                                                        |
| 排水量                  | 満載：25,000トン                                                       |
| 長さ                    | 全長：208.5 m (684 ft) 水線長：201.4 m (661 ft)                        |
| 幅                      | 全幅：31.9 m (105 ft) 水線長：29.5 m (97 ft)                           |
| 吃水                    | 7 m (23 ft)                                                            |
| 機関                    | CODAD方式、2軸推進 ターボチャージド・ディーゼル 4基、40,000 HP (30 MW) |
| 最大速力                | 22 ノット (41 km/h)                                                    |
| 航続距離                |                                                                        |
| 乗員                    | 士官28名、兵員332名                                                    |
| 兵装                    | Mk 46 30mm機関砲 2門 RAM発射機 2基                                     |
| 艦載機                  | CH-46 4機またはMV-22B 2機                                              |
| 上陸艇                  | LCAC 2隻またはLCU 1隻                                                  |
| 兵員                    | 士官66名、兵員633名                                                    |
| モットー                | Courage Teamwork Tradition                                             |

メサ・ヴェルデ (USS Mesa Verde, LPD-19) は、アメリカ海軍のドック型揚陸艦。サン・アントニオ級ドック型輸送揚陸艦の3番艦。コロラド州にあるメサ・ヴェルデ国立公園に因んで命名される。

## 艦歴
メサ・ヴェルデの建造契約はミシシッピ州パスカグーラのノースロップ・グラマン・シップ・システム社に2000年2月29日に発注され、2003年2月25日に起工した。2004年11月19日に進水、2005年1月15日に命名式が行われ、リンダ・プライス・キャンベル（前コロラド州上院議員ベン・ナイトホース・キャンベルの妻）によって命名された。
メサ・ヴェルデは2007年12月15日にフロリダ州パナマ・シティで艦長ショーン・W・ロブリー少佐の指揮下就役した。
2023年パレスチナ・イスラエル戦争の発生に伴い強襲揚陸艦バターン、ドック型揚陸艦カーター・ホールと共に紅海沖に派遣された。